# Государственные символы Греции
Государственные символы Греции — ряд различного рода символов, которые характеризуют страну и её суверенитет. В Греции подобными символами являются флаг, герб и гимн.
Все три государственных символа берут своё начало ещё с античных времён. В современной истории Греции государственные символы появились во времена Первой Греческой республики и на протяжении многих десятилетий несущественно менялись из-за смен правительства.

## Флаг Греции
Флаг Греции за многие годы независимости страны претерпел множество изменений. Однако основные цвета — синий (при этом неважно какой оттенок) и белый (в виде прямого креста) — оставались на протяжении всего времени. На данный момент флаг Греции представляет собой синий фон с  сине-белыми чередующимися полосам, в левом верхнем углу находится белый прямой крест.

## Герб Греции
Как и флаг, герб претерпел многочисленные изменения в своей истории. На данный момент он представляет собой лазоревый крест, по средине которого расположен белый прямой крест. Вокруг щита расположен лавровый венок.

## Гимн Греции
Гимн свободе — поэма, написанная Дионисиосом Соломосом в 1823 году. Состоит из 158 четверостиший, однако официальным гимном являются только 24 куплета, на деле исполняется первые два четверостишия. Музыку к стихам написал Николаос Мандзарос — друг автора слов.